# Myrgräshoppa
Myrgräshoppa (Chorthippus montanus) är en art i insektsordningen hopprätvingar som tillhör familjen markgräshoppor.

## Kännetecken
Myrgräshoppan har en kroppslängd på 10 till 22 millimeter. Honorna är något större än hanarna. Färgteckningen är övervägande grönaktig, men brunaktiga eller gulbrunaktiga inslag kan förekomma, särskilt hos hanen på ovansidan av kroppen och på bakbenen. 

## Utbredning
Arten förekommer spritt i delar av västra, norra och centrala Europa och österut till Sibirien. I delar av utbredningsområdet har arten minskande populationer, främst på grund av habitatförlust genom exempelvis dränering och skogsplantering. Även övergödning kan inverka negativt på arten, eftersom det leder till snabbare igenväxning av dess habitat.

## Levnadssätt
Myrgräshoppan förekommer på fuktiga ängar och i lågvuxen vegetation i kantzonen till kärr, myrar och mossar. Födan består av gräs. Som andra hopprätvingar har den ofullständig förvandling och genomgår utvecklingsstadierna ägg, nymf och imago.